# Eliea
Eliea – rodzaj roślin okrytonasiennych z rodziny dziurawcowatych. Obejmuje w zależności od ujęcia trzy gatunki lub tylko jeden – Eliea articulata. Rośliny te są endemitami Madagaskaru.
Wykaz gatunków
- Eliea articulata (Lam.) Cambess. Ann. Sci. Nat. (Paris) 20: 401 1830
- Eliea brevistyla Drake Bull. Mens. Soc. Linn. Paris 2: 1219 1888
- Eliea majorifolia Hochr. Annuaire Conserv. Jard. Bot. Geneve 21: 52 1919